# Maurizio Aloise
Maurizio Aloise (ur. 20 kwietnia 1969 w Catanzaro) – włoski duchowny katolicki, arcybiskup Rossano-Cariati od 2021.

## Życiorys
Święcenia kapłańskie otrzymał 18 listopada 1995 i został inkardynowany do archidiecezji Catanzaro-Squillace. Pracował głównie jako duszpasterz parafialny, pełnił także funkcje m.in. dyrektora kurialnego wydziału ds. duszpasterstwa powołań,  wicedyrektora fundacji Betania Onlus oraz prowikariusza generalnego archidiecezji.
20 marca 2021 papież Franciszek mianował go arcybiskupem Rossano-Cariati. Sakry biskupiej udzielił mu 13 maja 2021 arcybiskup Vincenzo Bertolone.